# WAR (文件格式)
在软件工程中，WAR文件（Web应用程序归档）是一种JAR文件，其中包含用来分发的JSP、Java Servlet、Java类、XML文件、标签库、静态网页（HTML和相关文件），以及构成Web应用程序的其他资源。

## 内容和结构
一个WAR文件可能会以与JAR文件相同的方式进行数字签名，以便他人确定哪些源代码来自哪一个JAR文件。
而WAR文件也有其特殊的文件和目录。如果Web应用程序使用的servlet，则Servlet容器会使用web.xml文件，以确定某个URL请求将被路由到哪个Servlet上。web.xml还用于定义Servlet中可以引用的上下文变量，以及部署器所需配置的环境依赖关系。例如，一个依赖于邮件会话、用于发送电子邮件的程序，而Servlet容器负责提供这项服务。这就需要在web.xml进行一些配置。

## 优缺点
WAR文件有如下优点：
- 易于部署和测试
- 已部署的应用程序，其版本很容易辨别
- 所有的Java EE容器都支持.WAR文件

使用WAR文件进行Web部署的一个缺点是，即便是细微的修改，也不能在程序运行时进行。任何修改都需要重新生成和部署整个WAR文件。

## 示例
下面的示例web.xml文件，演示了一个Servlet是怎样被声明和被关联的。
```
 
<?xml version="1.0" encoding="UTF-8"?>

 
<!DOCTYPE web-app

     PUBLIC "-//Sun Microsystems, Inc.//DTD Web Application 2.2//EN"

     "http://java.sun.com/j2ee/dtds/web-app_2_2.dtd">

 

 
<web-app>

     
<servlet>

         
<servlet-name>
HelloServlet
</servlet-name>

         
<servlet-class>
mypackage.HelloServlet
</servlet-class>

     
</servlet>

 

     
<servlet-mapping>

         
<servlet-name>
HelloServlet
</servlet-name>

         
<url-pattern>
/HelloServlet
</url-pattern>

     
</servlet-mapping>

 

     
<resource-ref>

         
<description>

             
資源引用到一個可被用於發送電子郵件的javax.mail.Session的實例工廠。

         
</description>

         
<res-ref-name>
mail/Session
</res-ref-name>

         
<res-type>
javax.mail.Session
</res-type>

         
<res-auth>
Container
</res-auth>

     
</resource-ref>

 
</web-app>

```